# تومو ياماشيرو
تومو ياماشيرو (باليابانية: 山代巴) (8 يونيو 1912 - 7 نوفمبر 2004)؛ كاتِبة وروائية يابانية.